# لمفوما/ابيضاض الدم تائي الخلايا في البالغين
اِبْيِضاضُ الدَّم التَّائِيُّ الخَلايا فِي البالِغين (بالإنجليزية: Adult T-cell leukemia/lymphoma or ATL)‏ هو سرطان نادر يصيب الجهاز المناعي وبالضبط الخلايا-التائية.
لمفوما/ابيضاض الدم تائي الخلايا في البالغين (ATL أو ATLL) هو سرطان نادر يصيب الخلايا التائية في الجهاز المناعي، وينتج عن فيروس تي-الليمفاوي البشري من النوع الأول (HTLV-1). تحتوي جميع خلايا هذا الورم التائي على اندخال لفيروس تي-الليمفاوي البشري من النوع الأول، مما يدعم بشكل إضافي دور الفيروس في حدوث الورم. يتطور عدد صغير من فيروسات تي-الليمفاوية البشرية من النوع الأول ليسبب لمفوما الدم تائية الخلايا في البالغين مع فترة انتقالية طويلة بين وقت الإصابة وبدء تطور اللمفوما أو الابيضاض. تُصنف لمفوما/ابيضاض الدم تائي الخلايا في البالغين إلى 4 أنواع فرعية: لمفوما حادة، ولمفوما خامدة، ونمط لمفومي عقدي، ولمفوما مزمنة. يُعد كل من النوع الحاد والنمط اللمفومي العقدي عدوانيَين وإنذارهما ضعيف.
بحسب التقديرات العالمية، يصيب الفيروس القهقري اللمفاوي البشري تي من النوع الأول 20 مليون شخص، ويصاب بالورم 0.05 لكل 100000 شخص، وتصل في المناطق الموبوءة مثل اليابان إلى 27 لكل 100000 شخص. ولكن حدثت مؤخرًا زيادة في الحالات في المناطق غير الموبوءة مع أعلى معدل للإصابة بالفيروس في الجزر الجنوبية والشمالية لليابان ومنطقة البحر الكاريبي وأمريكا الوسطى والجنوبية وأفريقيا بين المناطق المدارية ورومانيا وشمال إيران. تحدث لمفوما/ابيضاض الدم تائي الخلايا في البالغين عادة في عمر 62 عامًا، ولا يعتمد متوسط العمر عند التشخيص على الانتشار الجغرافي لعدوى فيروس تي-الليمفاوي البشري من النوع الأول.
تعتمد العلاجات الحالية لابيضاض الدم تائي الخلايا عند البالغين على النوع الفرعي السريري والاستجابة للعلاج الأولي. قد لا تتوفر بعض طرق العلاج في جميع البلدان، وبالتالي تختلف الاستراتيجيات في جميع أنحاء العالم. يُحوّل جميع المرضى إلى التجارب السريرية في حال توفرها. إلى جانب التجارب السريرية، تتركز العلاجات الأخرى على العلاج الكيميائي المتعدد، والزيدوفودين مع الإنترفيرون أ (AZT / IFN)، وزرع الخلايا الجذعية المكونة للدم الخيفي (alloHSCT).

## العلامات والأعراض
تكون لمفوما الدم تائية الخلايا في البالغين عادةً بشكل ورم لاهودجكيني شديد العدوانية، مع عدم وجود مظهر نسيجي مميز باستثناء النمط المنتشر والنمط الظاهري للخلايا التائية الناضجة. كثيرًا ما تُرى الخلايا الليمفاوية المنتشرة مع محيط نووي غير منتظم (خلايا ابيضاض الدم). تشير العديد من الأدلة إلى أن فيروس تي-الليمفاوي البشري من النوع الأول يسبب لمفوما الدم تائية الخلايا في البالغين. الدليل على ذلك عزل الفيروس بشكل متكرر من المرضى الذين يعانون من هذا المرض، ووجود جينوم الفيروس الأولي في الخلايا السرطانية في الدم. يترافق الورم غالبًا مع إصابة حشوية، وفرط كالسيوم الدم، وآفات جلدية، وآفات عظمية انحلالية. غالبًا ما تصاب العظام بنقائل ورمية على شكل ارتشاح ورمي وانحلال في حالات الأورام الصلبة المتقدمة، مثل سرطان الثدي والبروستات والرئة، ولكنها أقل شيوعًا في الأورام الدموية الخبيثة. ولكن يملك مرضى أورام ابيضاض الدم تائي الخلايا في البالغين والورم النخاعي المتعدد استعدادًا لتطوير انحلال العظم الناجم عن الورم وفرط كالسيوم الدم. إحدى أهم السمات البارزة لورم لمفوما الدم تائية الخلايا في البالغين وأمراض العظام التي يسببها الورم النقوي المتعدد هي أن آفات العظام تكون في الغالب عظمية مع نشاط ورمي عظمي مرتبط قليلًا. يرتبط ارتفاع المستويات المصلية من الإنترلوكين-1 وعامل النمو الورمي بيتا والبروتين المرتبط بالهرمون الدريقي، والبروتين الالتهابي الضام (MIP-1α) ومنشط مستقبلات العامل النووي(RANKL) بفرط كالسيوم الدم. طورت الفئران المصابة بعوز مناعي والتي تلقت غرسات من خلايا سرطانية من لمفوما الدم تائية الخلايا في البالغين أو من الخلايا الليمفاوية المصابة بفيروس تي-الليمفاوي البشري من النوع الأول فرط كالسيوم الدم ومستويات مصلية مرتفعة من البروتين المرتبط بالهرمون الدريقي. يموت معظم المرضى في غضون عام واحد من التشخيص.
قد يصاب الشخص بفيروس تي-الليمفاوي البشري من النوع الأول، مثلما هي الحالة عند العدوى بالفيروسات القهقرية الأخرى، مدى الحياة، ويمكن كشفها عند إيجابية وجود الجسم المضاد للفيروس في المصل.

## تعريفات أخرى
- يعرفه المعجم الطبي الموحد بأنه: ويسمى أيضاً لمفومة الخلايا التائية adult T-cell lymphoma، وهو مرض خبيث يصيب الخلايا اللمفاوية التائية الناضجة ويبدأ لدى البالغين، ويعتقد بأنه ينتج عن الإصابة بفيروس من نمط 1 خاص يسبب هذه اللمفومة ويصيب الخلايا التائية. ويتميز بوجود خلايا لمفاوية خبيثة متعددة الأشكال في الدوران العام، مع آفات جلدية وضخامة عقد وضخامة طحال وكبد وفرط كالسيوم الدم وآفات عظمية انحلالية. ويمكن أنْ يكون سيره تحت حاد أو مزمن. ويختصر ATL.